# Marie Eberth
Marie Ottilie Wilhelmine Eberth (* 3. August 1884 in Nürnberg; † 25. Dezember 1971; geborene Wacker) war eine deutsche Stifterin.

## Leben
Eberth war Tochter von Alexander Wacker, dem Gründer der Wacker Chemie, und nach dem Tod ihrer Familie Erbin von 50 Prozent der Unternehmensanteile. Ihre Heimatgemeinde Steingaden unterstützte sie mit Spenden. 1959 verkaufte sie das Gutsschloss in Steingaden an die Evangelische Landeskirche. Das Schloss wurde anschließend von der Evangelischen Militärfürsorge zu einem Rüstzeitenheim für Soldaten umgebaut.
Marie Eberth war mit seit April 1904 dem General der Artillerie Karl Eberth verheiratet. Zwischen 1906 und 1917 bekam das Paar vier Kinder, wobei zwei jung starben. Ein Neffe, Sohn des Reichsgerichtsrats Albrecht Heldrich, war Landgerichtsrat Major d. R. Fritz Eberth-Heldrich (1897–1943). Dieser war mit der Jugendrichterin Marie-Luise Eberth-Heldrich, geb. Biergans (1903–1995) verheiratet.

## Ehrungen
- 1967: Großes Verdienstkreuz der Bundesrepublik Deutschland
- 1964: Bayerischer Verdienstorden
- Benennung des Kreisaltenheimes in Schongau
- Benennung einer Straße in Burghausen